# This Is My Life (canción de Edward Maya)
«This Is My Life» es una canción hecha por el músico y productor rumano Edward Maya. Fue lanzada en enero de 2010 como el segundo sencillo del álbum, The Stereo Love Show, después de su éxito internacional «Stereo Love».

## Video musical
El video musical publicado el 18 de agosto de 2010, fue producido por Dragos Buliga quien también produjo el video musical «Stereo Love». Se filmó en septiembre de 2009. en Rumania en tres lugares diferentes: la calle Lipscani, una discoteca y un aparcamiento.

## Lista de canciones
| Sencillo en CD |                                      |          |  |
| N.º            | Título                               | Duración |  |
| 1.             | «This Is My Life» (Radio Edit)       | 3:50     |  |
| 2.             | «This Is My Life» (Extended Version) | 4:48     |  |

| Descarga digital |                                               |          |  |
| N.º              | Título                                        | Duración |  |
| 1.               | «This Is My Life»                             | 3:50     |  |
| 2.               | «This Is My Life» (Extended)                  | 4:48     |  |
| 3.               | «This Is My Life» (Digital Dog Radio Edit)    | 2:28     |  |
| 4.               | «This Is My Life» (Digital Dog Extended Edit) | 6:02     |  |
| 5.               | «This Is My Life» (Digital Dog Dub Edit)      | 6:03     |  |
| 6.               | «This Is My Life» (Ruff Loaderz Radio Edit)   | 4:49     |  |
| 7.               | «This Is My Life» (Ruff Loaderz Dub Mix)      | 6:37     |  |
| 8.               | «This Is My Life» (Ruff Loaderz Club Mix)     | 6:37     |  |

## Posicionamiento en listas y certificaciones
| Lista (2010)                                | Mejor posición |
| ------------------------------------------- | -------------- |
| Austria (Ö3 Austria Top 40)                 | 54             |
| Bélgica (Flandes) (Ultratip Bubbling Under) | 4              |
| Bélgica (Valonia) (Ultratop 50)             | 12             |
| Eslovaquia (Rádio Top 100)                  | 23             |
| European Hot 100 Singles                    | 10             |
| Finlandia (OFC)                             | 7              |
| Francia (SNEP)                              | 2              |
| Francia (SNEP Descargas)                    | 5              |
| Hungría (Dance Top 40)                      | 10             |
| Grecia (Greece Digital Song Sales)          | 1              |
| Países Bajos (Dutch Top 40)                 | 24             |
| Polonia (Polish Dance Top 50)               | 46             |
| Reino Unido (UK Dance Chart)                | 36             |
| Rumanía (Romanian Top 100)                  | 3              |
| Suecia (Sverigetopplistan)                  | 58             |
| Suiza (Schweizer Hitparade)                 | 43             |

| Región  | Lista (2010)             | Posición |
| ------- | ------------------------ | -------- |
| Bélgica | Ultratop valona          | 71       |
| Europa  | European Hot 100 Singles | 71       |
| Rumania | Romanian Top 100         | 53       |

### Certificaciones
| País   | Organismo certificador | Certificación | Ventas | Ref.   |
| ------ | ---------------------- | ------------- | ------ | ------ |
| Suecia | GLF                    | Platino       | 40 000 | [ 22 ] |